# Dolînske, Dnipro
Dolînske (în ucraineană Долинське) este localitatea de reședință a comunei Dolînske din raionul Dnipro, regiunea Dnipropetrovsk, Ucraina.

## Demografie
Componența lingvistică a localității Dolînske
     Ucraineană (87,25%)
     Rusă (12,75%)
Conform recensământului din 2001, majoritatea populației localității Dolînske era vorbitoare de ucraineană (87,25%), existând în minoritate și vorbitori de rusă (12,75%).